# István Marosi
István Marosi, madžarski rokometaš, * 5. april 1944, Ózd, Madžarska, † 31. januar 2018, Ózd.
Leta 1972 je na poletnih olimpijskih igrah v Münchnu v sestavi madžarske rokometne reprezentance osvojil osmo mesto.